# مسبار بين نجمي

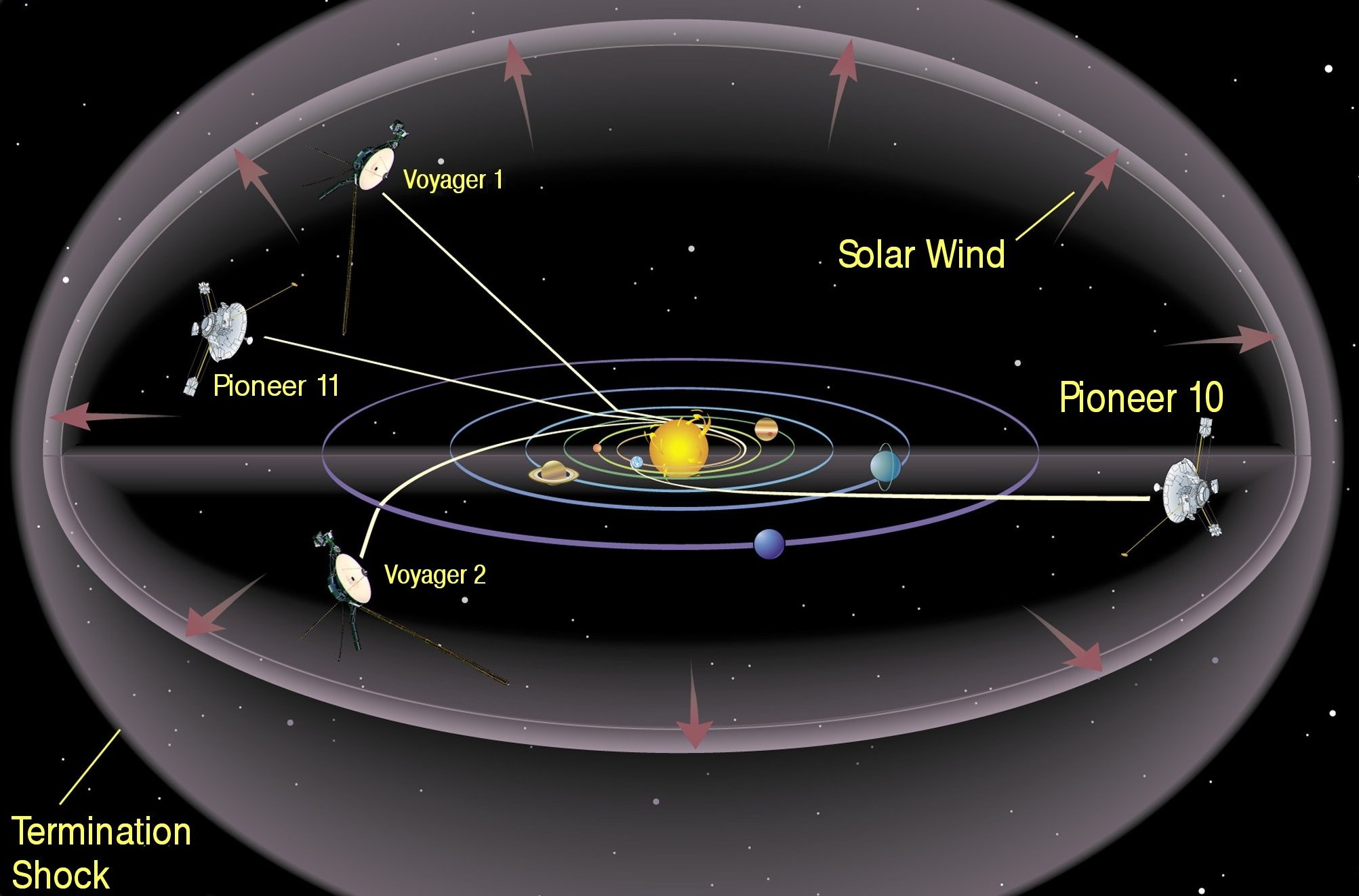
المسابر التي غادرت أو على وشك مغادرة المجموعة الشمسية (لا تتضمن نيوهورايزونز).

المسبار بين النجمي (بالإنجليزية: Interstellar probe)‏ هو مسبار فضائي غادر - أو من المتوقع أن يغادر - المجموعة الشمسية ليدخل «الفضاء بين النجمي»، الذي يُعرف عادةً بأنه المنطقة الواقعة خارج حدود الغلاف الشمسي. يشير هذا المصطلح أيضًا إلى المسابير القادرة على الوصول إلى الأنظمة النجمية الأخرى.
حاليًا هناك خمسة مسابير بين نجمية، أُطلقت جميعها من قبل وكالة الفضاء الأمريكية ناسا، وهي: «فوياجر 1» و«فوياجر 2» و«بايونير 10» و«بايونير 11» و«نيو هورايزونز». اعتبارًا من عام 2019، يُعد فوياجر 1 وفوياجر 2 المسباران الوحيدان اللذان وصلا فعليًا إلى الفضاء بين النجمي. في حين تسافر المسابير المتبقية في مسارات ستقودها في النهاية إلى الفضاء بين النجمي. 
«صدمة الإنهاء» هي نقطة في الغلاف الشمسي حيث تنخفظ سرعة الرياح الشمسية إلى ما دون سرعة الصوت. على الرغم من أن صدمة الإنهاء تبدًا على مسافة تتراوح بين 80 و100 وحدة فلكية، يُعتقد أن الامتداد الأقصى للمنطقة حيث يهيمن حقل الجاذبية الشمسية (نطاق هيل) يصل إلى نحو 230000 وحدة فلكية (3.6 سنة ضوئية). هذه النقطة قريبة من أقرب نظام نجمي معروف، «رجل القنطور»، الذي يقع على بعد 4.36 سنة ضوئية. على الرغم من أن المسابير ستبقى تحت تأثير الشمس لفترة طويلة، تتجاوز سرعاتها بكثير «سرعة الإفلات» الخاصة بالشمس، أي أنها ستغادر النظام الشمسي في النهاية إلى الأبد.
يُعرف الفضاء بين النجمي بأنه الفضاء الواقع خارج المنطقة المغناطيسية التي تمتد إلى نحو 122 وحدة فلكية عن الشمس، وذلك وفقًا لما اكتشفه مسبار فوياجر 1، وخارج منطقة التأثير المماثلة المحيطة بالنجوم الأخرى. دخل مسبار فوياجر 1 الفضاء بين النجمي في عام 2012.
المسبار بين النجمي هو أيضًا الاسم المُقترح لمسبار تابع لناسا يهدف للسفر مسافة 200 وحدة فلكية خارج النظام الشمسي خلال 15 عامًا، وقد دُرس في عام 1999.
«المسبار المستكشف بين النجمي» (آي إس بّي) هو أيضًا اسم مهمة روبوتية جديدة تابعة لناسا تهدف للسفر باتجاه واحد نحو الوسط بين النجمي المحلي خلال 50 عامًا، إذ يجري حاليًا دراسته في «مختبر جونز هوبكنز للفيزياء التطبيقية». مستفيدًا من تجربة مسابير فوياجر ونيو هورايزونز، سيحمل المسبار على متنه أول أدوات مُخصصة لاستكشاف بيئة مجرة درب التبانة القريبة. أثناء سفره خارج منطقة تأثير الشمس، سيكون أول مهمة تابعة لناسا مُخصصة للسفر عبر الفضاء الواقع بين الشمس والأنظمة الكوكبية الأخرى التي يمكن أن تكون صالحة لإيواء الحياة.
في أبريل 2016، أعلن العلماء عن مشروع «بريك ثرو ستارشوت»، وهو أحد برامج «المبادرات الاختراقية»، لتطوير وإثبات مفهوم بناء أسطول من «المركبات الفضائية الشراعية الضوئية» الصغيرة بطول سنتيمتر واحد لكل منها، التي يُطلق عليها اسم «ستارشيب»، لتكون قادرة على السفر إلى رجل القنطور، أقرب نظام نجمي خارج المجموعة الشمسية، بسرعة 20% و15% من سرعة الضوء، خلال مدة تتراوح بين 20 و30 سنة على التوالي للوصول إلى وجهتها، بالإضافة لنحو 4 سنوات لإبلاغ الأرض بنجاحها في ذلك.

## نظرة عامة
أشار عالم الكواكب «جي. لافلين» إلى أنه باستخدام التكنولوجيا الحالية، سيستغرق المسبار العادي مدة 40000 سنة للوصول إلى رجل القنطور، لكنه عبر عن أمله في تطوير تكنولوجيا جديدة للقيام بالرحلة خلال فترة حياة الإنسان. خلال تلك الفترة الطويلة، تتحرك النجوم بشكل ملحوظ. على سبيل المثال، سوف يصبح نجم «روس 248» أقرب إلى الأرض من رجل القنطور خلال 40000 عام.
إحدى التقنيات المُقترحة للوصول إلى سرعات أعلى هي تقنية «الشراع الكهربائي». فعن طريق تسخير طاقة الرياح الشمسية، قد يكون من الممكن السفر مسافةً تتراوح بين 20 و30 وحدة فلكية سنويًا دون استخدام الوقود.

## المسابير بين النجمية الموجودة حاليًا

### المسابير النشطة

#### فوياجر 1(1977+)
فوياجر 1 هو مسبار فضائي أطلقته ناسا في 5 سبتمبر 1977. اعتبارًا من 21 فبراير 2020، يبعد المسبار 148.42 وحدة فلكية (2.22*1010 كيلومتر) وبالتالي يُعتبر أبعد جسم من صنع الإنسان عن الأرض.
في وقت لاحق، قُدر أن فوياجر 1 قد عبر صدمة الإنهاء في 15 ديسمبر 2004 على بعد مسافة 95 وحدة فلكية عن الشمس.
في نهاية عام 2011، دخل فوياجر 1 واكتشف منطقة ركود تنخفض فيها سرعة الجسيمات المشحونة المُتدفقة من الشمس وتعكس اتجاهها نحو الداخل، حيث تضاعفت قوة المجال المغناطيسي للنظام الشمسي، إذ يبدو أن الفضاء بين النجمي يمارس الضغط هناك. انخفض عدد الجسيمات النشطة النابعة من النظام الشمسي بمقدار النصف تقريبًا، بينما ازداد معدل اكتشاف الإلكترونات عالية الطاقة من الخارج بمقدار 100 ضعف. تقبع الحافة الداخلية لمنطقة الركود على بعد 113 وحدة فلكية عن الشمس.
في عام 2013، عبر فوياجر 1 حافة الغلاف الشمسي ودخل الفضاء بين النجمي في 25 أغسطس 2012 على بعد 121 وحدة فلكية عن الشمس، ما جعل المسبار أول جسم من صنع البشر يحقق ذلك.
اعتبارا من عام 2017، كان المسبار يتحرك بسرعة 16.95 كيلومتر/ثانية (3.58 وحدة فلكية/عام) بالنسبة للشمس.
في حال لم يصطدم بشيء، يمكن يصل مسبار فوياجر 1 إلى «سحابة أورط»  خلال 300 عام تقريبًا.

#### فوياجر 2(1977+)
عبر مسبار فوياجر 2 حافة الغلاف الشمسي ودخل الفضاء بين النجمي في 5 نوفمبر 2018. في وقت سابق في 30 أكتوبر 2007، عبر المسبار صدمة الإنهاء نحو «الغمد الشمسي». اعتبارا من 21 فبراير 2020، يبعد فوياجر 2 عن الأرض 123.12 وحدة فلكية (1.842*1010 كيلومتر). كان المسبار يتحرك بسرعة 3.25 وحدة فلكية/عام (15.428 كيلومتر/ثانية) بالنسبة للشمس في طريقه إلى الفضاء بين النجمي في عام 2013.
اعتبارًا من ديسمبر 2014، يتحرك المسبار بسرعة 15.4 كيلومتر/ثانية (55000 كيلومتر/ساعة) بالنسبة للشمس. من المتوقع أن يوفر فوياجر 2 أول قياسات مباشرة لكثافة ودرجة حرارة البلازما في الفضاء بين النجمي.

#### نيو هورايزونز(2006+)
أُطلق مسبار نيو هورايزونز مباشرةً نحو مسار إفلات على شكل قطع زائد، وحصل على «مساعدة جاذبية» من كوكب المشتري خلال سفره. بحلول 7 مارس 2008، كان مسبار نيو هورايزونز على بعد 9.37 وحدة فلكية عن الشمس ويسافر إلى الخارج بسرعة 3.9 وحدة فلكية/عام. مع ذلك، ستنخفض سرعة إفلاته إلى 2.5 وحدة فلكية/عام فقط أثناء ابتعاده عن الشمس، لذلك لن يلحق بمسباري فوياجر. اعتبارًا من أوائل عام 2011، كان المسبار يسافر بسرعة 3.356 وحدة فلكية/عام (15.91 كيلومتر/ثانية) بالنسبة للشمس. في 14 يوليو، 2015، حلق المسبار بجانب «بلوتو» على بعد 33 وحدة فلكية عن الشمس. ثم حلق بالقرب من «أروكوث 486958» في 1 يناير 2019، من على بعد 43.4 وحدة فلكية عن الشمس.
عبر فوياجر 1 صدمة الإنهاء الخاصة بالغلاف الشمسي على بعد 94 وحدة فلكية بينما عبرها فوياجر 2 على بعد 84 وحدة فلكية وفقًا لبيانات مهمة «مستكشف الحدود بين النجمية» (آي بي إي إكس).
إذا تمكن نيو هورايزونز من الوصول إلى مسافة 100 وحدة فلكية، فسوف يسافر حينها بسرعة 13 كيلومتر/ثانية (29000 ميل/الساعة) تقريبًا، أي أبطأ بنحو 4 كيلومتر/ثانية (8900 ميل/الساعة) من فوياجر 1 عند تلك المسافة.